# Шарени великоухи хрчак
Шарени великоухи хрчак (лат. Auliscomys pictus, рус. Пёстрый большеухий хомячок) је врста глодара из породице хрчкова (лат. Cricetidae). 

## Распрострањење
Ареал врсте је ограничен на мањи број држава. Врста је присутна у следећим државама: Перу и Боливија, док је присуство у Чилеу непотврђено.

## Станиште
Станишта врсте су жбунаста вегетација и травна вегетација. 

## Угроженост
Ова врста је наведена као последња брига, јер има широко распрострањење и честа је врста.